# Kąty Wrocławskie
Kąty Wrocławskie este un oraș în Voievodatul Silezia de Jos în Polonia.